# FIM Records
FIM Records es una compañía discográfica y sala de grabación independiente argentina con sede en Flores, Ciudad Autónoma de Buenos Aires. Fue fundada en 2017 por Federico Iván Mitteröder, quien actualmente se desempeña como productor e ingeniero de sonido.

## Historia

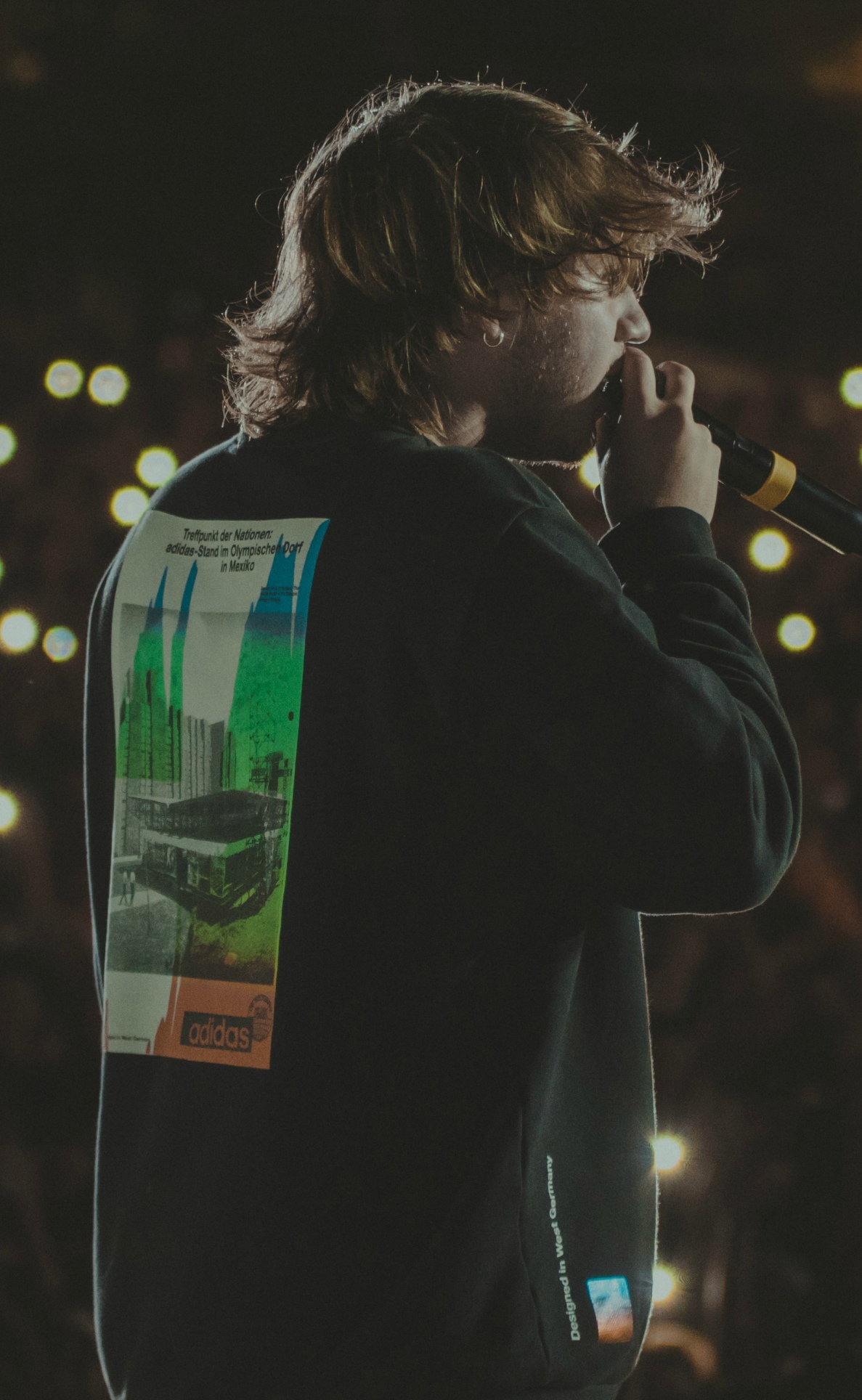
El cantante Paulo Londra grabó algunas canciones con FIM Records en las primeras etapas de su carrera.

La compañía fue fundada en 2017 a partir de la idea de Federico Iván Mitteröder, quien se desempeñaba como productor de artistas de música urbana y había producido canciones como «Está bien», «No la puedo olvidar» y «Noche complicada» de Paulo Londra y Frijo. Ante el crecimiento de la escena del trap en Argentina, FIM Records (iniciales que responden al nombre de su fundador) se convirtió en un estudio de grabación y en uno de los primeros sellos discográficos especializados en este género en particular.En el año 2018 Mitteröder decidió asociarse a Dante Pagez, quien pasó a ocupar la figura de cofundador y director ejecutivo para estar a cargo de las estrategias tanto de marketing como artísticas del sello.
Actualmente cuenta con más de cien títulos producidos y editados con artistas como Paulo Londra, Papichamp, Nissa, Lautaro López, Luck Ra Lil Cake, G Sony y Valentín Reigada, entre otros.

## Artistas destacados
- Paulo Londra[18]
- Rusherking
- Lit Killah
- Big Soto
- Luck Ra
- YSY A
- C.R.O
- Ecko
- Papichamp
- G Sony
- Joaqo
- Nissa
- Lautaro López
- Lil Cake
- Seven Kayne
- Valentín Reigada
- Kodigo
- Brunenger
- Frijo